# André Martineau
André Martineau (14 de maio de 1930 – 4 de maio de 1972) foi um matemático francês.
Foi palestrante convidado do Congresso Internacional de Matemáticos em Nice (1970 - Fonctionelles analytiques).

## Obras
- Oeuvre, Editions du CNRS 1977
- Martineau Sur la topologie des espaces de fonctions holomorphes, Mathematische Annalen, Bd. 163, 1966, S.62[ligação inativa]